# Spolek Za krásnou Olomouc
Za krásnou Olomouc je spolek působící v Olomouci, který se věnuje převážně tématům souvisejícím s architekturou, veřejným prostorem, památkovou péčí a životním prostředím.

## Činnost spolku
Spolek byl založen v roce 2007 skupinou historiků umění a architektury. Dlouhodobě se věnuje oblasti architektury, urbanismu, památkové péče a životního prostředí v Olomouci a Olomouckém kraji. Spolek pořádá přednášky, diskusní večery, organizuje vycházky, komentované prohlídky, filmové projekce a prostřednictvím svých členů komentuje aktuální kauzy v Olomouci. Každé dva roky uděluje Cenu Rudolfa Eitelbergera za zdařilý počin v oblasti architektury, urbanismu a péče o památky v Olomouci a Olomouckém kraji.
Od roku 2022 se stal také pořadatelem výzvy Do práce na kole, kterou na celostátní úrovni pořádá spolek Auto-mat. Věnuje se také tématům udržitelné městské mobility a plánování. Aktuálně sdružuje zhruba 70 členů z Olomouce a okolí.